# Rotundabaloghia leteciae
Rotundabaloghia leteciae es una especie de arácnido del orden Mesostigmata de la familia Uropodidae.

## Distribución geográfica
Se encuentra en Colombia.